# 直江津銀行
直江津銀行（なおえつぎんこう）は、かつて存在した日本の銀行である。

## 概要
新潟県下の貯蓄銀行としては最も早い1893年（明治26年）に「直江津積塵銀行」として設立され、1900年（明治33年）には普通銀行に組織変更すると同時に、名称を「直江津銀行」と改称した。
直江津銀行は本店を直江津町の当時の目抜通りであった新町通りに置き、稲田支店（新道村）と高田支店（高田町）を設けた。しかし、日露戦争後の全国的な不況と中小銀行の経営不安を背景に、1913年（大正2年）に取り付け騒ぎが起こり、1915年（大正4年）に会社解散となった。

## 本店建屋について

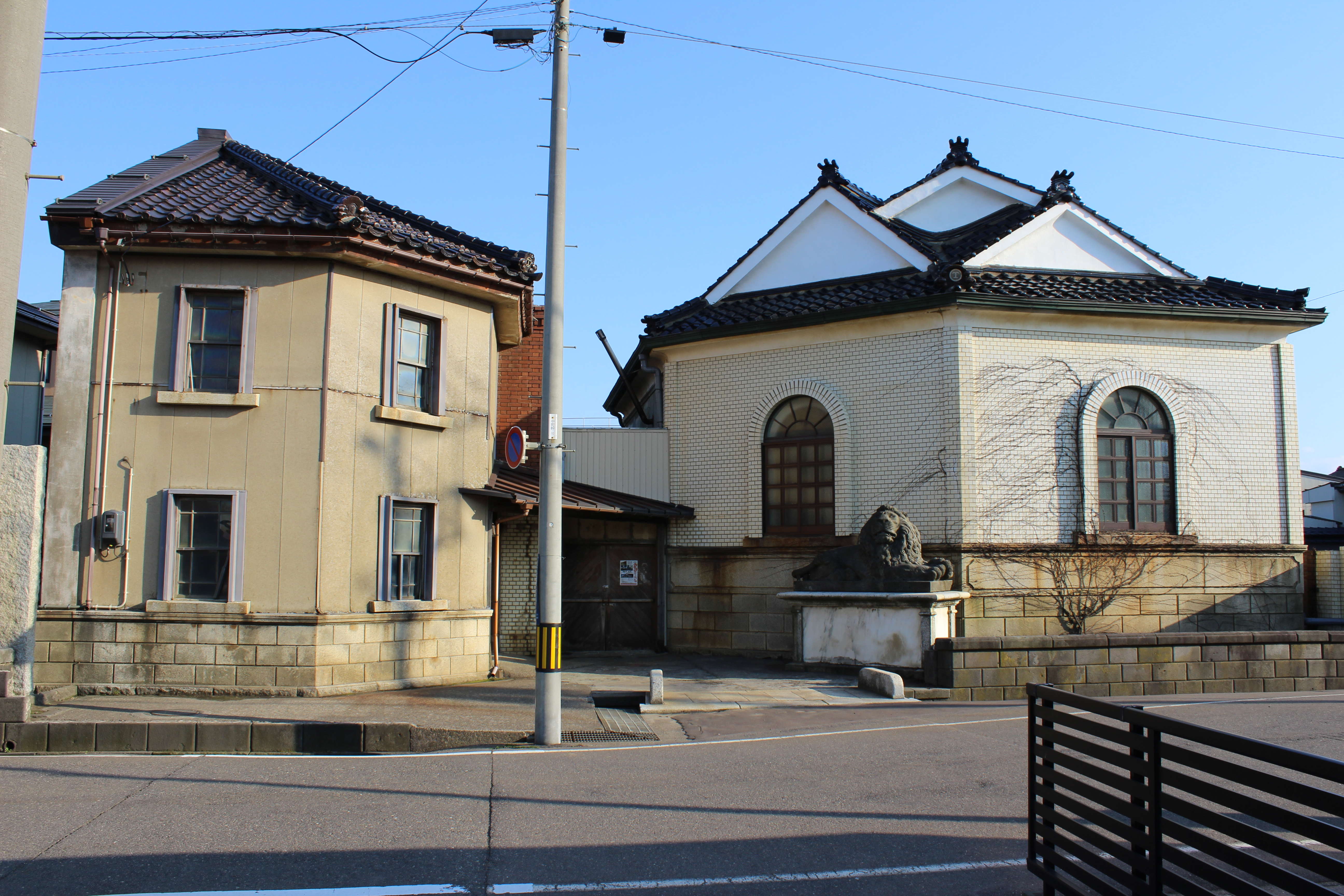
旧直江津銀行本店
（2013年4月22日撮影）

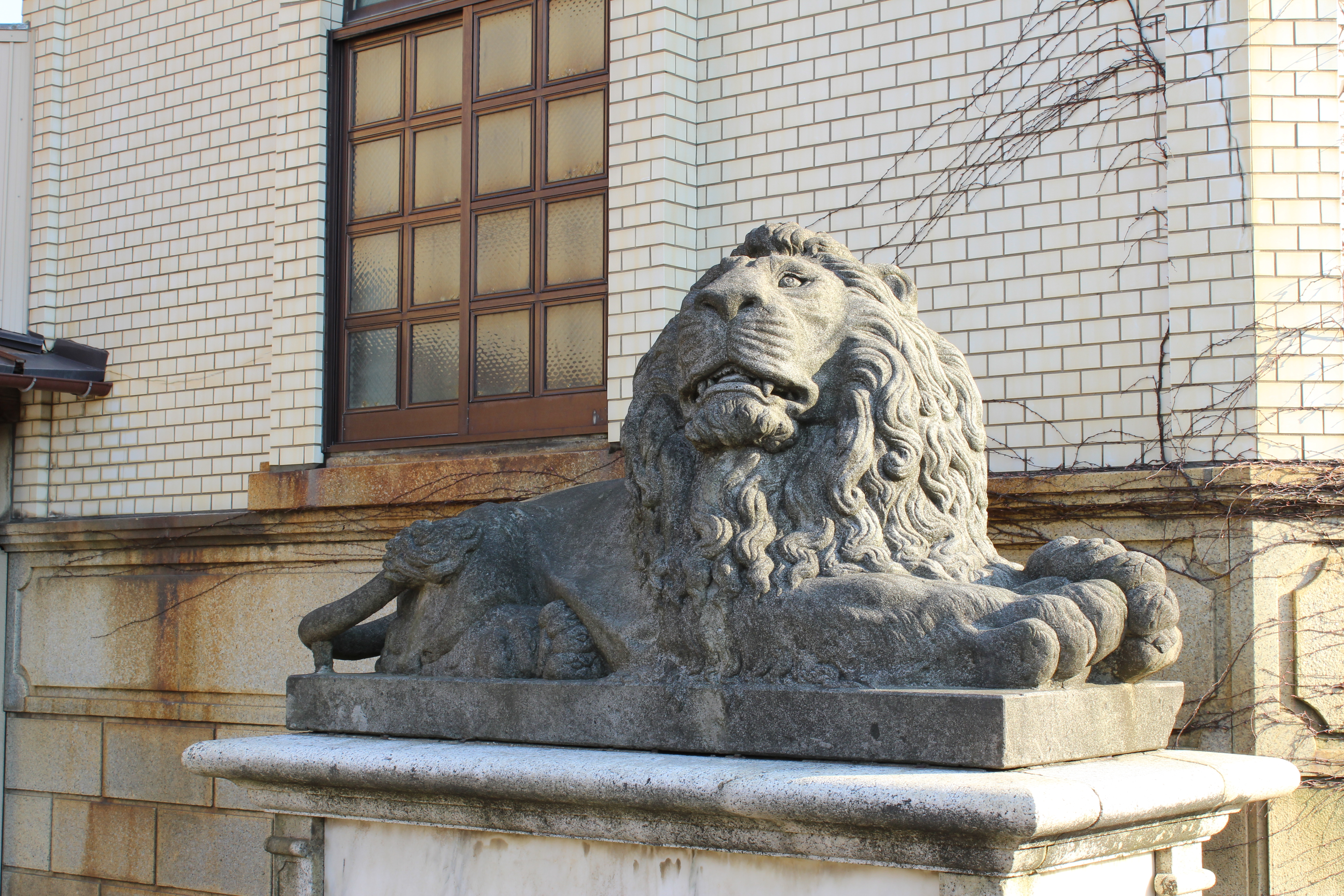
建物のシンボルであるライオン像
（2013年4月22日撮影）

銀行経営破綻後、旧直江津銀行本店の土地と建物は1917年（大正6年）に高橋回漕店店主の高橋達太によって買い取られたが、建物は1918年（大正7年）前後に海岸通りと呼ばれた現在地まで約400mの曳き家により移築したとされる。高橋回漕店は大正初期より、保倉川河口沿岸に倉庫・現場事務所や鉄道引込線を整備し、石炭の荷揚・貯炭を行った会社であるが、1942年（昭和17年）には戦時統制により実質的に解体された。
第2次世界大戦戦後は小規模な船舶代理店業を行う合資会社高橋回漕店の事務所兼倉庫として利用され、同社が2001年（平成13年）に清算された後も関係会社である高達倉庫有限会社の事務所として利用されていたが、2009年（平成21年）には本店建物保存を目的に上越市に無償で寄贈された。
上越市では、2011年（平成23年）より旧直江津銀行活用検討委員会を開き、保存活用を検討し、外壁等を改修の上「ライオン像のある館（旧直江津銀行）」としてリニューアルされ、2019年4月6日より一般公開された。
本店の建物は銀行解散後も事務所として利用されるに留まり、建物内部の経年利用による改修や損耗が少なく、明治期地方銀行建築の当初の姿を残しているとされる。

## 沿革
- 1893年（明治26年）6月14日 - 「直江津積塵銀行」として設立[1]。
- 1900年（明治33年） - 普通銀行に組織変更し、名称を「直江津銀行」と改称。
- 1915年（大正4年6月14日 - 会社解散[2]。

- 2009年（平成21年）10月28日 -  建物と土地が所有者から上越市に寄贈される[3]。
- 2019年4月6日 - 「ライオン像のある館（旧直江津銀行）」として一般公開される[5]。